# オリオンをなぞる
「オリオンをなぞる」は、日本のバンドUNISON SQUARE GARDENの5thシングル。2011年5月11日にトイズファクトリーより発売された。

## 概要
前作「スカースデイル」から約6ヶ月ぶりとなるシングル。オリコン週間シングルチャートでは最高14位を記録し、初めて10位台へランクインした。また、このシングルで初めて累積売上が1万枚を超えるなど好セールスを記録している。
5〜7トラックには大阪BIG CATにて開催されたライブ「“meet the autumn tour 2010” FINAL@大阪BIG CAT (2010.12.12)」の音源が収録されている。

## 楽曲について
オリオンをなぞる
テレビアニメ『TIGER & BUNNY』の前期オープニングテーマとして書き下ろされた楽曲である。また、コナミデジタルエンタテインメントのゲーム『REFLEC BEAT limelight』、『jubeat copious APPEND』、『pop'n music Sunny Park』、『Dance Dance Revolution』には原曲で収録された。
バンドとして初めてピアノ・ストリングスが導入されてあり、この試みがアルバム『CIDER ROAD』の作風へとつながっている。
また、アルバム『Populus Populus』の購入特典としてアコースティックver.の音源がダウンロード配信されていた。
僕は君になりたい
アニメ『放浪息子』にインスピレーションを受けて書いた楽曲。
15周年記念B面集アルバム『Bee-Side Sea-Side 〜B-side Collection Album〜』では再ミックスのうえ収録されている。
UNOストーリー
読み方は「ウーノストーリー」。
15周年記念B面集アルバム『Bee-Side Sea-Side 〜B-side Collection Album〜』では再ミックスのうえ収録されている。
over driver
2009年の年末ツアーにて「マスターボリューム」のイントロとして作られたセッションを楽曲として完成させたもの。
15周年記念B面集アルバム『Bee-Side Sea-Side 〜B-side Collection Album〜』では再ミックスのうえ収録されている。

## 収録曲
| 全作詞・作曲: 田淵智也、全編曲: UNISON SQUARE GARDEN。 | |          |            |      |
| #                                                      | タイトル                                                                                               | 作詞     | 作曲・編曲 | 時間 |
| 1.                                                     | 「オリオンをなぞる」(テレビアニメ『TIGER & BUNNY』前期オープニングテーマ)                              | 田淵智也 | 田淵智也   | 4:21 |
| 2.                                                     | 「僕は君になりたい」                                                                                   | 田淵智也 | 田淵智也   | 4:26 |
| 3.                                                     | 「UNOストーリー」                                                                                      | 田淵智也 | 田淵智也   | 4:18 |
| 4.                                                     | 「over driver」                                                                                        | 田淵智也 | 田淵智也   | 3:26 |
| 5.                                                     | 「カラクリカルカレ」(LIVE TRACK FROM “meet the autumn tour 2010” FINAL@大阪BIG CAT (2010.12.12))       | 田淵智也 | 田淵智也   | 3:20 |
| 6.                                                     | 「23:25」(LIVE TRACK FROM “meet the autumn tour 2010” FINAL@大阪BIG CAT (2010.12.12))                  | 田淵智也 | 田淵智也   | 5:06 |
| 7.                                                     | 「ガリレオのショーケース」(LIVE TRACK FROM “meet the autumn tour 2010” FINAL@大阪BIG CAT (2010.12.12)) | 田淵智也 | 田淵智也   | 5:49 |
| 合計時間:                                              | 合計時間:                                                                                              | 26:20    |            |      |

## カバー
- タイガー&バーナビー in HERO ALL STARS[メンバー 1] - 2014年にテレビアニメ『TIGER & BUNNY』のキャラクターソングCD『TIGER & BUNNY-SINGLE RELAY PROJECT-「CIRCUIT OF HERO」Vol.8 ワイルドタイガー→バーナビー・ブルックス Jr.』でカバー。
- LiSA - 2019年にトリビュートアルバム『Thank you, ROCK BANDS! 〜UNISON SQUARE GARDEN 15th Anniversary Tribute Album〜』でカバー。
- 矢野奨吾 - 2022年にカバーアルバム『[Re:collection] HIT SONG cover series feat.voice actors〜00's-10's EDITION〜』でカバー。
- 春猿火 - 2022年にカバーライブアルバム『CREAM PUFF LIVE 2』でカバー。

### ユニットメンバー
1. ↑  ワイルドタイガー（平田広明）、バーナビー・ブルックス Jr.（森田成一）、ブルーローズ（寿美菜子）、スカイハイ（井上剛）、折紙サイクロン（岡本信彦）、ドラゴンキッド（伊瀬茉莉也）、ロックバイソン（楠大典）、ファイヤーエンブレム（津田健次郎）